# Cucumaria arcuata
Cucumaria arcuata is een zeekomkommer uit de familie Cucumariidae.
De wetenschappelijke naam van de soort werd in 1921 gepubliceerd door E. Hérouard.